# Dây kẽm gai

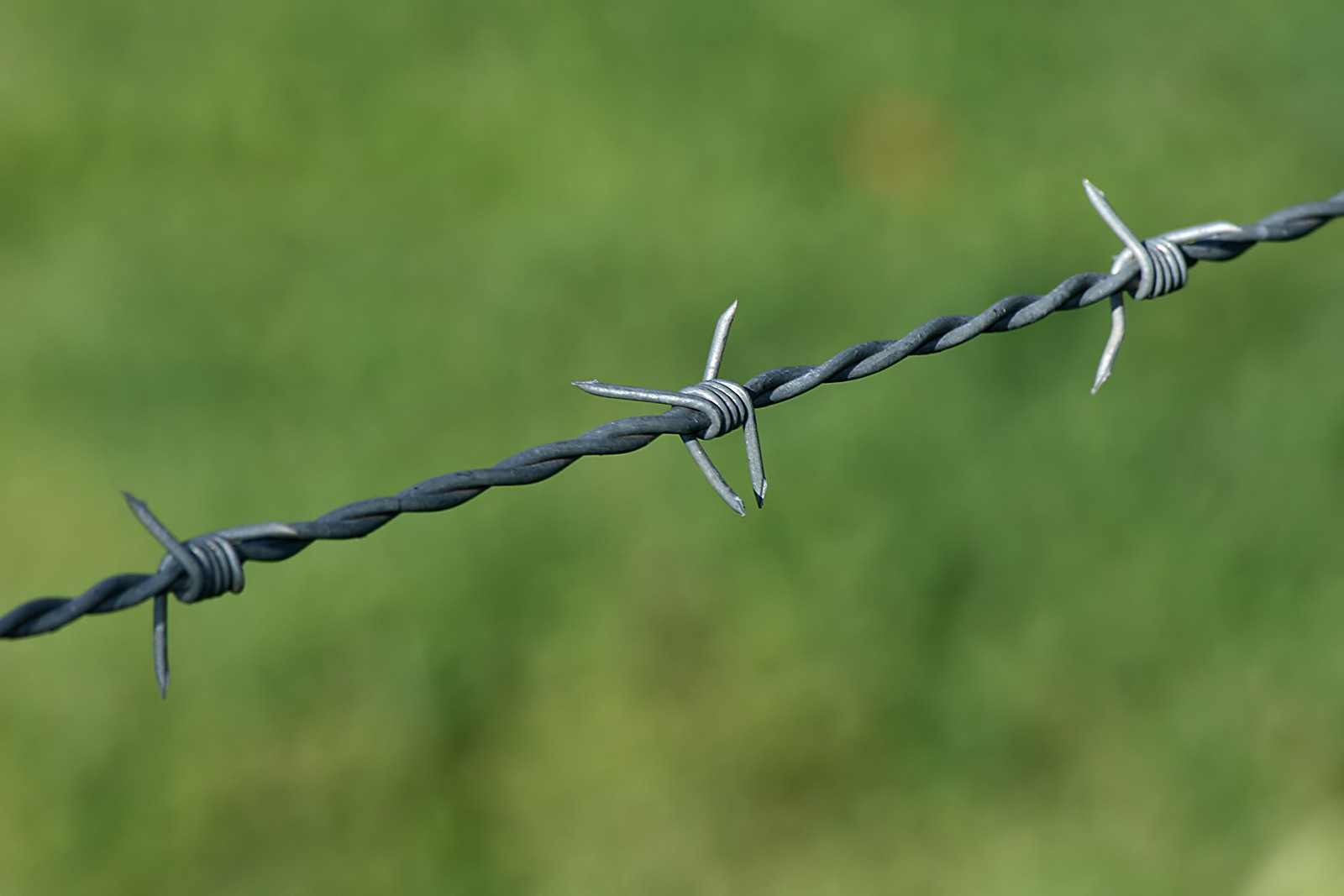
Loại dây kẽm gai làm hàng rào

Dây kẽm gai là một dụng cụ dùng làm hàng rào để ngăn chặn gia súc hay người. Dây gai thường làm bằng nhiều sợi kẽm dài xoắn vào nhau, xen giữa là nhiều nút cách nhau độ gang tay, mỗi nút có gồm 3 hay 4 mũi kẽm nhọn. Hàng rào giữ gia súc bằng dây kẽm gai rất đơn giản. Chỉ cần vài cây cọc đóng quanh chu vi của khu đất vài sợi dây kẽm gai căng giữa các cọc này. Khi gia súc chạm vào hàng rào kẽm gai sẽ đụng vào mũi nhọn làm đau và lùi lại. Hàng rào giữ gia súc bằng dây kẽm gai rẻ hơn các loại hàng rào khác.
Hàng rào kẽm gai cũng được sử dụng để ngăn chặn tù nhân vượt ngục.
Trong chiến tranh, dây kẽm gai được dùng trong những chiến tuyến để ngăn chận khi bộ binh của địch quân tràn sang. Các móc nhọn sẽ làm rách quân phục, gây vướng víu, tạo thương tích và làm chậm bước tiến của quân lính.

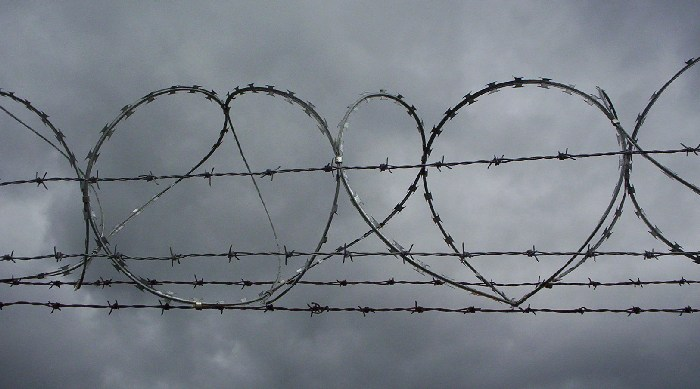
Loại hàng rào dùng dây kẽm gai và dây dao lam